# 피에르귀스타브 로즈

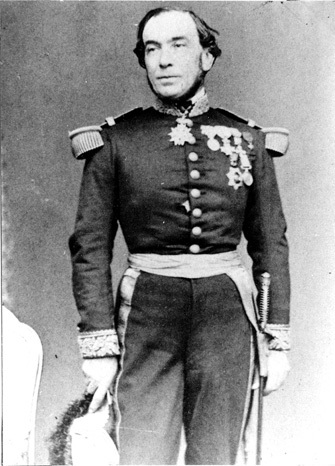
피에르 구스타브 로즈

피에르 구스타브 로즈(Pierre-Gustave Roze, 1812년 11월 28일 ~ 1882년)는 프랑스의 해군 제독으로 극동함대 사령관으로 천진에 머물던중 병인박해로 프랑스 선교사가 사망하자 이를 구실로 삼아 1866년에 병인양요를 일으켰다. 한강을 거슬러 올라와 양화나루와 서강까지 순찰을 한후에 물러갔으나 이내 다시 강화도를 침공한후 불법 점령하였다. 1866년 11월에 퇴각하면서 강화읍을 파괴하고 방화하였으며 강화 이궁과 외규장각 등에서 각종 무기, 수천권의 서적, 국왕의 인장, 19만 프랑 상당의 은괴를 약탈하는 만행을 저질렀다.

## 어린 시절
프랑스 출신으로 해군 장교로서 복무하는 데에 일생을 바쳤다. 젊은 해군 소장(부제독)으로서 로즈는 프랑스 - 멕시코 전쟁(1862년에 발발)이 일어나는 동안 동안 멕시코에서 복무를 했다. 1865년에는 프랑스 극동 기지 사령관(Station des mers de Chine)으로 임명되어 본부가 있는 일본 요코하마에서 사령관 업무를 수행했다.

## 병인양요

### 불법 침범
1866년, 극동함대 사령관으로 천진에 머물고 있던중 병인박해를 피해 조선을 탈출한 리델 신부(1830~1884)로부터 프랑스 선교사 9명의 순교 소식을 전달받은 후 무력보복을 결정한다. 로즈는 청나라의 중재제의를 거부한채 군함 세척을 이끌고 불법으로 조선을 침공함으로 병인양요를 일으켰다. 1866년 음력 9월에 리델 신부와 조선인 신자 3명의 안내로 오늘날의 인천 앞바다에 다다랐으며, 음력 9월 18일(양력 10월 25일) 한성부(서울) 근교 양화진(楊花津)·서강(西江) 일대까지 진출했다. 이에 조선 정부는 한강 연안 경비를 강화하였다. 프랑스 함대에서는 3척의 소(小)함대로써 도성의 공격이 곤란함을 깨닫고, 그 부근의 지형만 정찰하고 음력 9월 25일에 퇴각했다.

### 강화도 침공

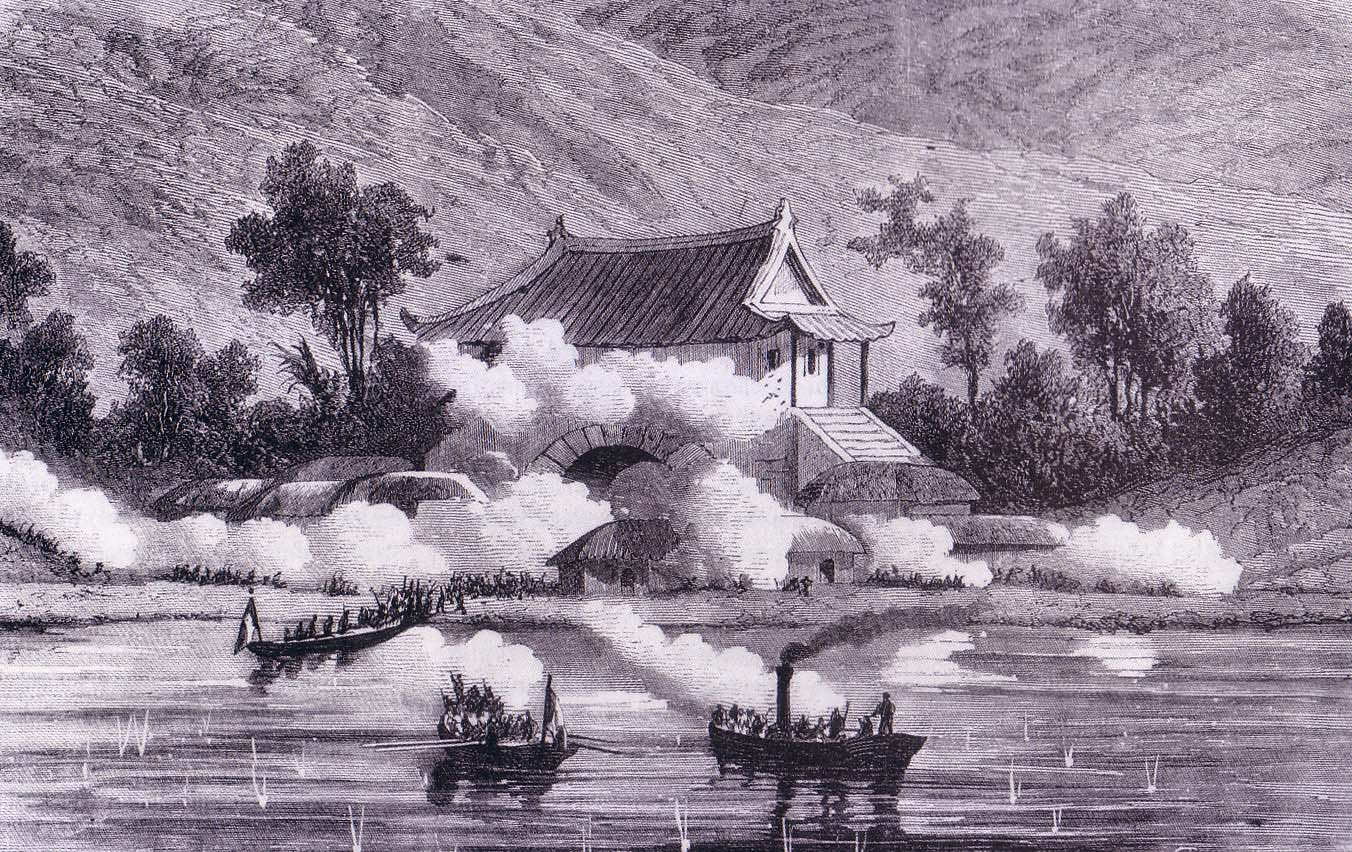
강화도를 불법 침공중인 프랑스 함대 (1866년)

음력 10월 11일에는 프리깃함 게리에르(Guerrière)를 포함한 7척의 군함과 일본의 요코하마에 주둔해 있던 해병대 300명을 포함한, 도합 800명가량의 해병대를 동원해 다시 강화도 부근의 물치도(勿淄島) 근처로 진출하였다. 음력 10월 14일에는 프랑스 함정 4척과 해병대의 일부가 강화도의 갑곶진(甲串鎭) 부근의 고지를 점령한 뒤 한강의 수로를 봉쇄했다. 이어 16일에는 프랑스군의 전군이 동원되어 강화성을 공략해 점령하고 여러 서적 등을 약탈하였다.
이에 조선 정부는 양회진·통진(通津)·광성진(廣城津)·부평(富平)·제물포 등의 여러 요소와, 문수산성·정족산성 등지에 파견하여 도성 수비를 강화하면서 19일에는 프랑스 측에 공문을 보내 프랑스군의 철수를 요구했다. 그러나 로즈는 조선 측의 선교사 처형 등의 천주교 탄압행위를 비난하면서 전권대신의 파견을 요구하였다.

### 교전과 퇴각
음력 10월 26일에는 120여 명의 프랑스군이 문수산성을 정찰하다가 매복 중이던 한성근 등 조선군의 공격을 받고 27명의 사상자를 내고 물러났다.
음력 11월 7일 프랑스군은 다시 교동부(喬桐府)의 경기수영(京畿水營)을 폭격하고, 앞서 강화부를 점령한 일대 160여 명의 프랑스군이 정족산성의 공략을 시도했다. 그러나 그곳에서도 매복 중이던 양헌수 및 사격에 능한 500여 명의 조선군 포수들의 공격을 받아 6명이 사망하고 30여 명이 부상을 입으면서 프랑스군의 사기는 크게 저하되었다. 이에 프랑스군은 장녕전(長寧殿)을 위시한 여러 관아(官衙)를 불사르고 갑곶진으로 퇴각했다.
다만 프랑스측 기록에선 병인양요 전 기간중 프랑스군의 피해는 3명의 전사자와 35명의 부상자가 전부이다. 이에 로즈는 이 이상의 교전이 불리함을 깨닫고 음력 11월 18일 프랑스군은 1개월 동안 점거한 강화성을 철거하여, 성내의 관아에 불을 지르고 약탈한 은괴와 서적, 무기, 보물 등을 가지고 청나라로 철군했다.

### 대원군의 분풀이
이 사건에 분노 흥선대원군은 "서양 오랑캐가 더럽혔던 땅을 서학인의 피로 씻음이 마땅하다" 고 하면서 양화나루 옆의 잠두봉에 형장을 설치해 천주교인들을 처형하게 하였다. 이때 수천명의 천주교인들이 이곳에서 죽었다. 잘린 목은 한강에 던져졌고, 한강물이 핏빛으로 변하였다고 전해진다. 이날 이후 잘려나간 머리가 산처럼 높이 쌓였다 하여 절두산(切頭山)이라는 이름이 붙었다. 병인양요로 말미암아 천주교도들에 대한 탄압은 더욱 거세졌고 쇄국정책도 훨씬 강화되었다.

## 말년과 사망
이 후 1867년 1월 13일 일본 요코하마로 돌아갔으며, 1868년에 프랑스로 소환되었다. 1869년에 부제독으로 임명되었으며, 해군 본부 협의회(Conseil d'amirauté)에서 근무하였다. 그는 Préfet Maritime de la Manche et de la Mer du Nord라는 이름으로 불리었는데 1869년에서 1871년(보불전쟁 기간과 겹침)까지 그가 브르타뉴 연안을 경비했던 그의 위치를 이야기 하는 것이다. 1875년에는 지중해의 소함대 사령관(Escadre de la Méditerranée)으로 임명되었다.
1882년에 파리에서 사망했다.